# Voleibol nos Jogos Olímpicos de Verão de 1976
O voleibol nos Jogos Olímpicos de Verão de 1976 foi realizado em Montreal, Canadá.

## Eventos
Dois eventos da modalidade distribuíram medalhas nos Jogos:
- Torneio masculino (10 equipes)
- Torneio feminino (8 equipes)

## Qualificação
Foi permitido para cada Comitê Olímpico Nacional (CON) competir com apenas um time em cada torneio (masculino e feminino). Como país-sede, o Canadá teve garantida uma vaga em cada um dos torneios.
Masculino
| Torneio de qualificação          | Data                                    | Sede        | Vagas | Qualificados    |  |
| -------------------------------- | --------------------------------------- | ----------- | ----- | --------------- |  |
| País-sede                        | 12 de maio de 1970                      | Amsterdã    | 1     | Canadá          |  |
| Jogos Olímpicos de 1972          | 27 de agosto–9 de setembro de 1972      | Munique     | 1     | Japão           |  |
| Campeonato Mundial de 1974       | 12–28 de outubro de 1974                | México      | 1     | Polônia         |  |
| Campeonato Africano de 1976      | 1976                                    | Túnis       | 1     | Egito           |  |
| Campeonato Asiático de 1975      | 17–28 de agosto de 1975                 | Melbourne   | 1     | Coreia do Sul   |  |
| Campeonato Europeu de 1975       | 18–25 de outubro de 1975                | Iugoslávia  | 1     | União Soviética |  |
| Campeonato da NORCECA de 1975    | 3–8 de agosto de 1975                   | Los Angeles | 1     | Cuba            |  |
| Campeonato Sul-americano de 1975 | 26 de novembro de–3 de dezembro de 1975 | Assunção    | 1     | Brasil          |  |
| Qualificatório Mundial           | 15–23 de janeiro de 1976                | Itália      | 1     | Checoslováquia  |  |
| Qualificatório Mundial           | 15–23 de janeiro de 1976                | Itália      | 1     | Itália          |  |
| Total                            |                                         |             | 10    |                 |  |

Feminino
| Torneio de qualificação          | Data                               | Sede        | Vagas | Qualificados      |  |
| -------------------------------- | ---------------------------------- | ----------- | ----- | ----------------- |  |
| País-sede                        | 12 de maio de 1970                 | Amsterdã    | 1     | Canadá            |  |
| Jogos Olímpicos de 1972          | 27 de agosto–7 de setembro de 1972 | Munique     | 1     | União Soviética   |  |
| Campeonato Mundial de 1974       | 12–28 de outubro de 1974           | Guadalajara | 1     | Japão             |  |
| Campeonato Asiático de 1975      | 17–28 de agosto de 1975            | Melbourne   | 1     | Coreia do Sul     |  |
| Campeonato Europeu de 1975       | 18–25 de outubro de 1975           | Belgrado    | 1     | Hungria           |  |
| Campeonato da NORCECA de 1975    | 1975                               | Los Angeles | 1     | Cuba              |  |
| Campeonato Sul-americano de 1975 | 1975                               | Assunção    | 1     | Peru              |  |
| Torneio Especial                 | —                                  | Heidelberg  | 1     | Alemanha Oriental |  |
| Total                            |                                    |             | 8     |                   |  |

## Medalhistas
A Polônia foi campeã olímpica de voleibol pela primeira vez, derrotando a União Soviética na final. Cuba ganhou o bronze frente ao Japão. No feminino,o Japão superou a equipe soviética para ganhar a medalha de ouro e seu segundo título no torneio, enquanto a seleção da Coreia do Sul foi bronze ao derrotar a seleção húngara.
| Evento             | Ouro | Prata | Bronze |
| ------------------ | --- | --- | --- |
| Masculino detalhes | Włodzimierz Stefański Bronisław Bebel Lech Łasko Edward Skorek Tomasz Wójtowicz Wiesław Gawłowski Mirosław Rybaczewski Zbigniew Lubiejewski Ryszard Bosek Włodzimierz Sadalski Zbigniew Zarzycki Marek Karbarz POL Polônia | Anatoly Polishchuk Vyacheslav Zaytsev Yefim Chulak Vladimir Dorokhov Aleksandr Yermilov Pāvels Seļivanovs Oleg Moliboga Vladimir Kondra Yury Starunsky Vladimir Chernyshov Vladimir Ulanov Aleksandr Savin URS União Soviética | Leonel Marshall, Sr. Victoriano Sarmientos Ernesto Martínez Víctor García Carlos Salas Raúl Vilches Jesús Savigne Lorenzo Martínez Diego Lapera Antonio Rodríguez Alfredo Figueredo Jorge Pérez Vento CUB Cuba |
| Feminino detalhes  | Takako Iida Mariko Okamoto Echiko Maeda Noriko Matsuda Takako Shirai Kiyomi Kato Yuko Arakida Katsuko Kanesaka Mariko Yoshida Shoko Takayanagi Hiromi Yano Juri Yokoyama JPN Japão                                         | Anna Rostova Lyudmila Shchetinina Liliya Osadchaya Inna Ryskal Nataliya Kushnir Olga Kozakova Nina Smoleyeva Lyubov Rudovskaya Larisa Bergen Lyudmila Chernyshova Zoya Yusova Nina Muradyan URS União Soviética                | Lee Sun-Bok Yu Jeong-Hye Byeon Gyeong-Ja Lee Sun-Ok Baek Myeong-Seon Jang Hye-Suk Ma Geum-Ja Yun Yeong-Nae Yu Gyeong-Hwa Park Mi-Geum Jeong Sun-Ok Jo Hye-Jeong KOR Coreia do Sul                              |

## Quadro de medalhas do voleibol
| Ordem | País                | Medalha de ouro | Medalha de prata | Medalha de bronze | Total |
| ----- | ------------------- | --------------- | ---------------- | ----------------- | ----- |
| 1     | JPN Japão           | 1               | 0                | 0                 | 1     |
| 1     | POL Polônia         | 1               | 0                | 0                 | 1     |
| 3     | URS União Soviética | 0               | 2                | 0                 | 2     |
| 4     | KOR Coreia do Sul   | 0               | 0                | 1                 | 1     |
| 4     | CUB Cuba            | 0               | 0                | 1                 | 1     |